# Irrsee
Irrsee je jezero v Rakousku. Má rozlohu 3,5 km² a maximální hloubku 32 metrů. Vytéká z něj potok Zeller Ache, který patří do povodí Dunaje.
Nachází se v oblasti Solné komory v nadmořské výšce 553 metrů. Patří k okresu Vöcklabruck ve spolkové zemi Horní Rakousy, na východním břehu jezera leží vesnice Zell am Moos.
Jezero vymodeloval v pleistocénu ledovec Traungletscher. Patří k oligotrofním vodám. Jeho voda je nejteplejší v okolí a je využíváno ke koupání.
V jezeře žije štika, síh, jelec, lín a sumec. Na březích hnízdí koliha velká. Okolí jezera bylo vyhlášeno přírodní rezervací.